# Denemarken op de Olympische Winterspelen 1992
Tijdens de Olympische Winterspelen van 1992, die in Albertville (Frankrijk) werden gehouden, nam Denemarken voor de zevende keer deel.

## Deelnemers en resultaten

### Alpineskiën
| Olympiër             | Discipline       | Resultaat | Prestatie                        |
| -------------------- | ---------------- | --------- | -------------------------------- |
| Nils Gelbjerg-Hansen | reuzenslalom (m) | 45e       | 2.26,49 (+19,51) 1.14,04+1.12,45 |
| Nils Gelbjerg-Hansen | slalom (m)       | dnf-1     | opgave run 1                     |
| Tine Kongsholm       | reuzenslalom (v) | 31e       | 2.31,00 (+18,26) 1.13,82+1.17,18 |
| Tine Kongsholm       | slalom (v)       | 28e       | 1.44,03 (+11,35) 56,01+48,02     |

### Kunstrijden
| Olympiër           | Discipline | Resultaat | Prestatie                               |
| ------------------ | ---------- | --------- | --------------------------------------- |
| Henrik Valentin    | mannen     | 22e       | 32,0 p. (korte kür: 24 - lange kür: 20) |
| Anisette Torp-Lind | vrouwen    | 15e       | 20,0 p. (korte kür: 8 - lange kür: 16)  |

### Langlaufen
| Olympiër       | Discipline                    | Resultaat | Prestatie                             |
| -------------- | ----------------------------- | --------- | ------------------------------------- |
| Michael Binzer | 10 km klassiek (m)            | 69e       | 32.45,9 (+5.09,9)                     |
| Michael Binzer | 30 km klassiek (m)            | 64e       | 1:35.00,1 (+12.32,3)                  |
| Michael Binzer | achtervolging 10 km+15 km (m) | 59e       | +8.10,3 (10 km:32.45 + 15 km:41.03,2) |
| Ebbe Hartz     | 10 km klassiek (m)            | 48e       | 31.34,5 (+3.58,5)                     |
| Ebbe Hartz     | 30 km klassiek (m)            | 58e       | 1:33.46,4 (+11.18,6)                  |
| Ebbe Hartz     | 50 km vrije stijl (m)         | 49e       | 2:21.23,1 (+17.41,6)                  |
| Ebbe Hartz     | achtervolging 10 km+15 km (m) | 53e       | +7.45,7 (10 km:31.34 + 15 km:41.49,6) |

Algerije · Amerikaanse Maagdeneilanden · Andorra · Argentinië · Australië · België · Bermuda · Bolivia · Brazilië · Bulgarije · Canada · Chili · China · Chinees Taipei · Costa Rica · Cyprus · Denemarken · Duitsland · Estland · Filipijnen · Finland · Frankrijk · Gezamenlijk team · Griekenland · Groot-Brittannië · Honduras · Hongarije · Ierland · IJsland · India · Italië · Jamaica · Japan · Joegoslavië · Kroatië · Letland · Libanon · Liechtenstein · Litouwen · Luxemburg · Marokko · Mexico · Monaco · Mongolië · Nederland · Nederlandse Antillen · Nieuw-Zeeland · Noord-Korea · Noorwegen · Oostenrijk · Polen · Puerto Rico · Roemenië · San Marino · Senegal · Slovenië · Spanje · Swaziland · Tsjecho-Slowakije · Turkije · Verenigde Staten · Zuid-Korea · Zweden · Zwitserland